# City of San Francisco (Zug)

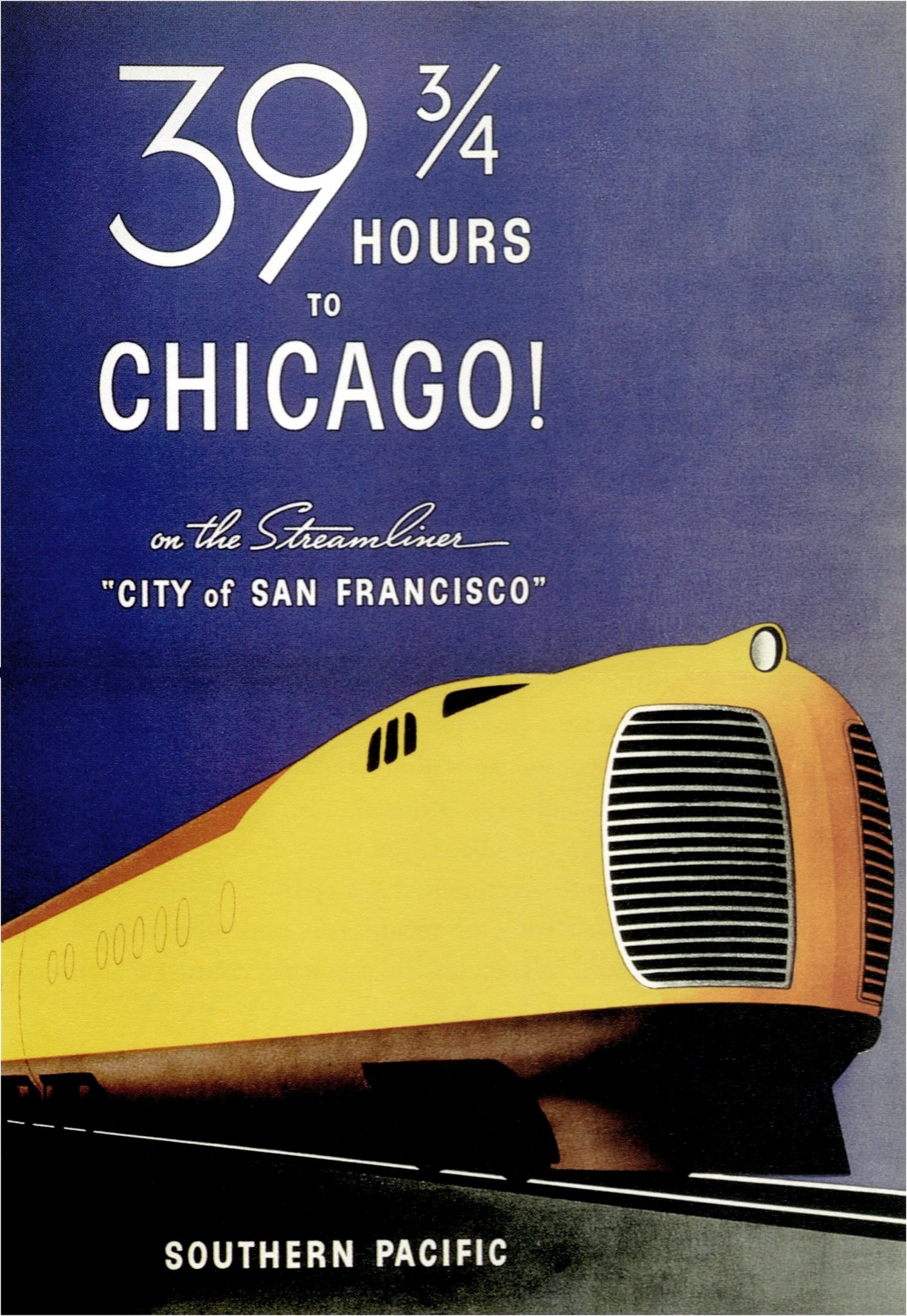
Werbeplakat der Southern Pacific von 1936 für den City of San Francisco mit dem stilisierten Triebkopf M-10004

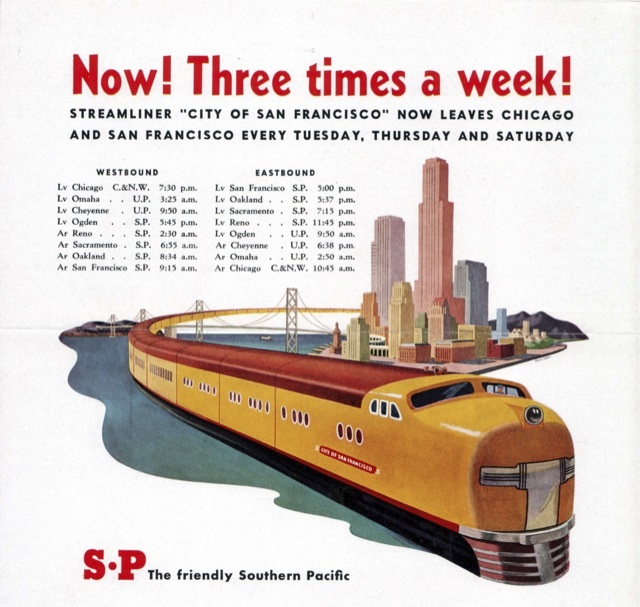
Werbegrafik der Southern Pacific mit dem auf zehn Zugläufe verdichteten Fahrplan des City of San Francisco

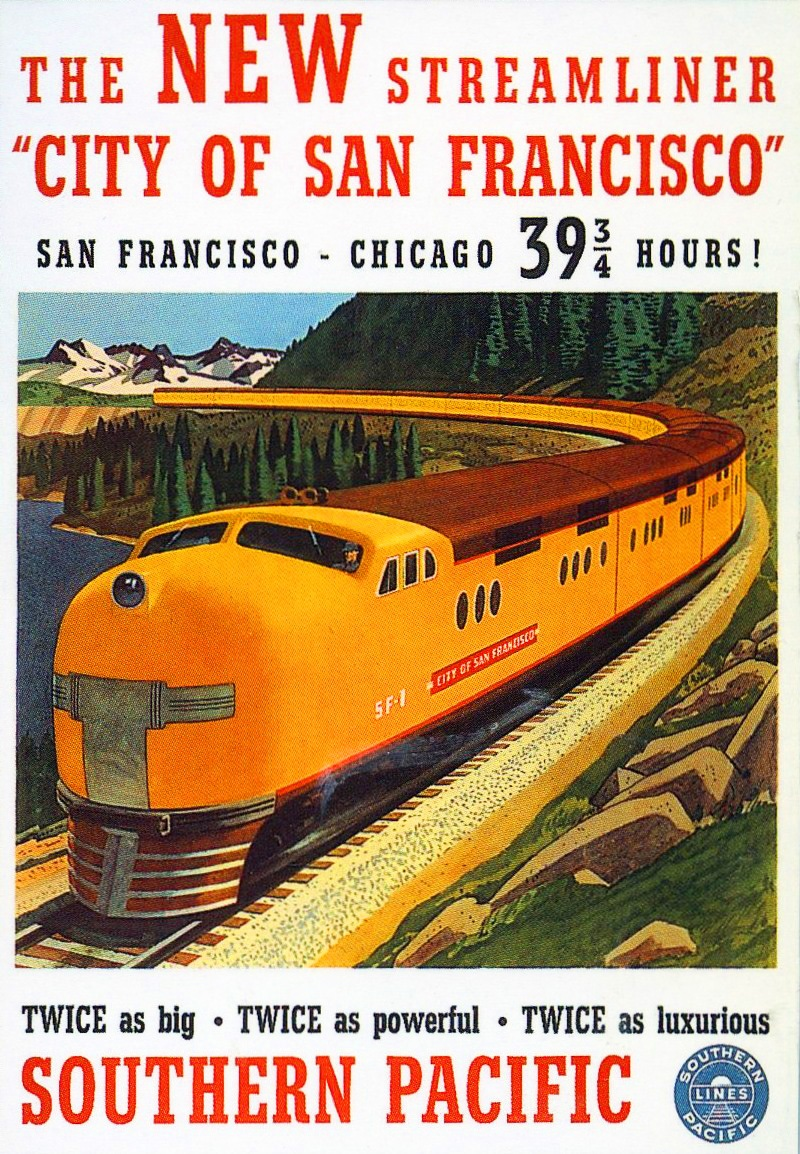
Werbung mit den EMC E2 Dieselloks SF-1 bis SF-3 von Dezember 1937

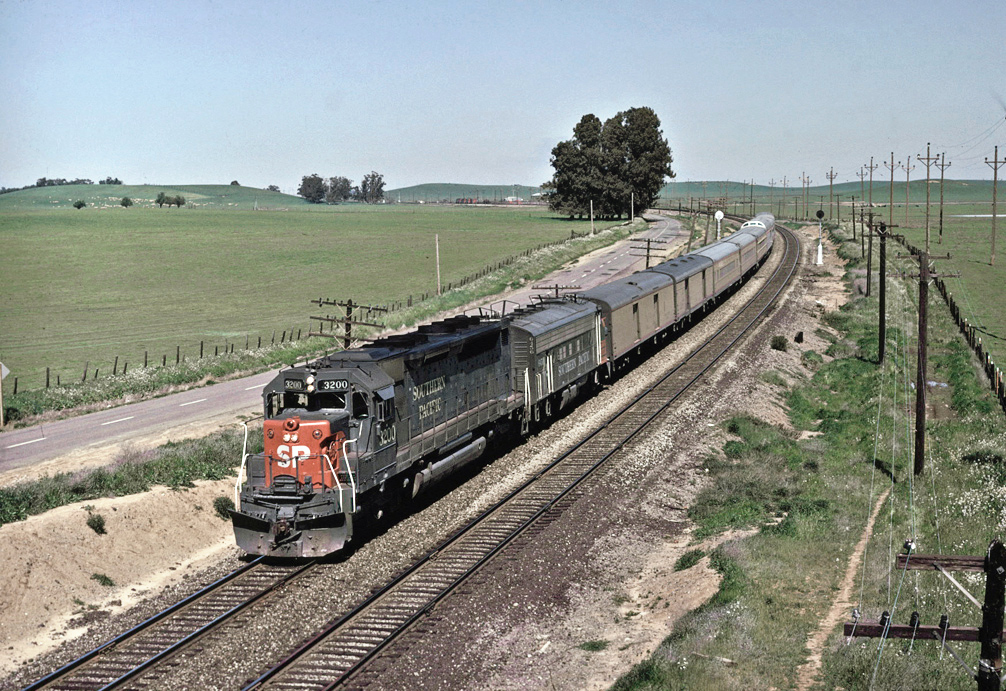
Southern Pacific SDP45 vor „City of San Francisco“ im April 1971

City of San Francisco war ein von 1936 bis 1971 durch die Union Pacific (UP) in Kooperation mit Southern Pacific und Chicago & North Western (C&NW, ab 1955 mit der Milwaukee Road) betriebener luxuriöser Nachtzug zwischen Oakland an der Bucht von San Francisco und Chicago. Er war zugleich die erste Stromlinienzugverbindung über die historisch erste transkontinentale Eisenbahnstrecke Nordamerikas. Der westwärts fahrende Zug hatte die Nr. 101, Zug-Nr. 102 fuhr in Richtung Osten.

## Beginn
Einen Monat nachdem auf der eigenen Union-Pacific-Strecke ins südliche Kalifornien der „City of Los Angeles“ seinen Betrieb aufgenommen hatte, startete am 14. Juni 1936 mit dem M-10004 der vierte Union Pacific-Stromlinienzug als „City of San Francisco“ den transkontinentalen Nachtzugdienst und verkürzte die Fahrzeit ins nördliche Kalifornien auf 39 Stunden und 45 Minuten.
Da die UP östlich von Omaha keine eigenen Strecken besaß, wurde der Zug von und nach Chicago in Kooperation mit der C&NW betrieben. Westlich von Ogden war die Southern Pacific (SP) für die Betriebsführung über den Donner Pass bis Oakland Pier verantwortlich, wo Fähranschluss nach San Francisco bestand. Wie zuvor bereits beim 1935 aufgenommenen „City of Portland“ und dem „City of Los Angeles“, waren auch beim „City of San Francisco“ nur fünf Fahrzeugumläufe pro Monat möglich, da dafür nur eine Zuggarnitur zur Verfügung stand.

## Fahrzeuge
Im Dezember 1937 beschaffte die federführende UP für den „City of San Francisco“ und „City of Los Angeles“ zwei dreiteilige EMC E2-Diesellokomotiven. Eine der beiden wegen ihres markanten Vorbaus als „Bulldogg“-Design bezeichneten Dreifachlokomotive SF-1 bis SF-3 beförderte fortan einen neuen 791 t schweren 14-Wagen-Zug. Der bisherige M-10004-Triebzug verkehrte zum letzten Mal am 2. Januar 1938 als „City of San Francisco“ um nach Modifizierungen das Fahrplanangebot des stärker nachgefragten „City of Los Angeles“ auf zehn monatliche Fahrten pro Richtung zu verdichten. Auf der nördlicheren Route nach Oakland hingegen blieb es beim „City of San Francisco“ weiterhin bei fünf Fahrten pro Monat und Richtung.

## Späteres Angebot
Mit Einführung der als SF-4 bis SF-6 bezeichneten EMD E6 und einer weiteren Wagengarnitur konnte der Fahrplan im Juli 1941 auf zehn Zugläufe im Monat verdichtet werden. Ab September 1947 verkehrte der Zug dann täglich zwischen Chicago und Oakland. Erst 1949 erwuchs mit dem gemeinsam von der Burlington Route, der Denver & Rio Grande Western und der Western Pacific betriebenen „California Zephyr“ ernsthafte Konkurrenz.
Ende Oktober 1955 ging der Verkehr östlich von Omaha von der C&NW auf die Milwaukee Road über. 1960 wurden „City of San Francisco“ und „City of Los Angeles“ zwischen Ogden und Chicago in einem gemeinsamen Zugverband geführt. 
Nach Übergang des Personenzugverkehrs auf Amtrak am 1. Mai 1971 hatte der neue Betreiber nur noch bis 1972 einen Reisezug mit der bisherigen Bezeichnung „City of San Francisco“ in seinem Fahrplanangebot.

## Zwischenfälle
Am 12. August 1939 entgleiste der „City of San Francisco“ auf dem Streckenabschnitt der Southern Pacific nach seinem Halt in Carlin, kurz nachdem er die Betriebsstelle Harney passiert hatte. Ursache war offiziell ein Sabotageakt. Die Unfalluntersuchung aber verlief so undurchsichtig, dass das bis heute umstritten ist.
Am 12. November 1951 kollidierten zwei ostwärts fahrende Züge, ein City of San Francisco und ein City of Los Angeles in einem Schneesturm bei Evanston in Wyoming. 26 Menschen starben, 200 wurden darüber hinaus verletzt.
Im Januar 1952 machte der „City of San Francisco“ erneut international Schlagzeilen, als Zug 101 bei einem Schneesturm in den Bergen der Sierra Nevada für sechs Tage stecken blieb. Schwere 3,6 m hohe Schneeverwehungen hatten die in exponierter Hanglage trassierte Southern Pacific-Strecke am Donner Pass vom 13. bis 19. Januar 1952 blockiert. Trotz einer groß angelegten Rettungsaktion, bei der zwei Helfer ums Leben kamen, konnten die 196 Fahrgäste und 20 Mitarbeiter des Zugpersonals erst nach 72 Stunden evakuiert werden.